# Relativna višina
Relativna višina angleško Topographic prominence) vrha je navpična oddaljenost določene točke na Zemljinem površju od izbrane druge višinske točke. Je merilo neodvisnosti vrha. Meri se glede na najnižjo plastnico (sedlo), ki ga obdaja, vendar ne vsebuje višjega vrha znotraj njega.

## Definicije
Izrazitost vrha je najmanjši padec višine, ki je potreben, da pridemo z vrha na kakšen višji teren. To lahko za določen vrh izračunamo na naslednji način: za vsako pot, ki povezuje vrh z višjim terenom, poiščemo najnižjo točko na poti; ključna vrzel (ali najvišje sedlo, povezovalna vrzel ali povezava) je opredeljena kot najvišja od teh točk vzdolž vseh povezovalnih poti; relativna višina je razlika med nadmorsko višino vrha in nadmorsko višino njegovega ključnega sedla. Na danem kopnem bo relativna višina najvišjega vrha enaka njegovi nadmorski višini. Alternativna enakovredna definicija je, da je relativna višina vrha višina vrha nad najnižjo plastnico, ki ga obdaja, vendar v sebi ne vsebuje višjega vrha; glej sliko 1.
Vrhovi z nizko relativno višino so podvrhovi višjih vrhov ali relativno nizki samostojni vrhovi. Vrhovi z visoko relativno višino pa so navadno najvišji v gorski skupini.

## Primer
Starševski vrh je lahko blizu ali daleč od predmetnega vrha. Vrh Mount Everesta je matični vrh Aconcague v Argentini na razdalji 17.755 km, pa tudi starš južnega vrha Mount Everesta na razdalji 360 m. Vrzel je lahko tudi blizu vrha predmeta ali daleč od njega. Ključna vrzel za Aconcaguo, če ne upoštevamo morske gladine, je Beringov preliv na razdalji 13.655 km. Ključna vrzel za južni vrh Mount Everesta je oddaljen približno 100 m.

## Pogoji in konvencije
- Če gora tvori najvišji vrh kopnega, potem je njena relativna višina enaka njeni višini nad morjem. Kot možna ovira se vidi tudi morje.
- Po drugi podani definiciji relativna višina najvišje gore na zemlji, Mount Everesta, ustreza tudi njeni višini nad morsko gladino.
- Ob predpostavki, da nobena vrzel ni popolnoma enake višine, obstaja točno ena referenčna vrzel za vsako goro. Nasprotno pa se lahko vsaka vrzel šteje le za referenčno vrzel za določeno goro, ob predpostavki, da se grebeni na vrzeli ne odcepijo.
- Standardizirana (skalirana) izpeljana vrednost je orografska dominanca, ki povezuje relativno višino vrzeli z višino.

## V alpinizmu
Relativna višina je za mnoge alpiniste zanimiva, ker gre za objektivno meritev, ki je močno povezana s subjektivnim pomenom vrha. Vrhovi z nizko relativno višino so bodisi pomožni vrhovi kakšnega višjega vrha bodisi razmeroma nepomembni samostojni vrhovi. Vrhovi z visoko relativno višino so po navadi najvišje točke naokoli in imajo verjetno izjemne razglede.
Samo vrhovi z zadostno stopnjo prominentnosti (relativne višine) se obravnavajo kot samostojne gore. Na primer, druga najvišja gora na svetu je K2 (višina 8611 m, relativna višina 4017 m). Medtem ko je južni vrh Mount Everesta (višina 8749 m, relativna višina 11 m) višji od K2, se ne šteje za neodvisno goro, ker je podvrh glavnega vrha (ki ima višino in prominenco 8848 m).
Mnogi seznami gora uporabljajo topografsko relativno višino kot merilo za vključitev na seznam ali mejo. John in Anne Nuttall The Mountains of England and Wales uporabljata mejo 15 m, seznam Marilyns Alana Dawsona pa 150 m. (Dawsonov seznam in izraz "Marilyn" sta omejena na Veliko Britanijo in Irsko). V Združenih državah Amerike slavni seznam "štirinajstih" (14.000 čevljev / 4268 m vrhov) uporablja mejo 300 ft / 91 m (z nekaterimi izjemami). Tudi v ZDA je višina 2000 ft (610 m) postala neuraden prag, ki pomeni, da je vrh velik. Seznami z mejo visoke topografske relativne višine dajejo prednost izoliranim vrhovom ali tistim, ki so najvišja točka njihovega masiva; nizka vrednost, kot je Nuttalls', povzroči seznam s številnimi vrhovi, ki se nekaterim morda zdijo nepomembni.
Medtem ko je uporaba relativne višine kot meje za oblikovanje seznama vrhov, razvrščenih po nadmorski višini, standardna in je najpogostejša uporaba koncepta, je mogoče relativno višino uporabiti tudi kot gorsko mero samo po sebi. To ustvari sezname vrhov, razvrščenih po pomembnosti, ki se kvalitativno razlikujejo od seznamov, razvrščenih po nadmorski višini. Takšni seznami po navadi poudarjajo izolirane visoke vrhove, kot so gorske ali otoške visoke točke in stratovulkani. Ena od prednosti seznama, razvrščenega po prominenci, je ta, da ne potrebuje odcepa, saj je vrh z visoko prominenco samodejno neodvisen vrh.

## Referenčne gore
Poleg Mount Everesta lahko za vsak vrh, ki presega ustrezno vrzel (vključno z morsko gladino), dosežemo vsaj eno višjo goro. Nekatere od teh gora z določenimi značilnostmi so različno navedene kot specifične referenčne gore za pomembnost zadevnega vrha. V pretežno angleški literaturi se imenujejo Parent Mountains (Starševske gore). Nekaj pogostih konceptov je predstavljenih spodaj.

## Starševski vrh
Običajno je definirati nadrejenega vrha kot določen vrh v višjem terenu, ki je z vrhom povezan s sedlom. Če je višjih vrhov veliko, obstaja več načinov za opredelitev, kateri je matični, in ne temeljijo nujno na geoloških ali geomorfoloških dejavnikih. Razmerje 'nadrejeni' definira hierarhijo, ki opredeljuje nekatere vrhove kot podvrhove drugih. Na primer, na sliki 1 je srednji vrh podvrh desnega vrha, ki je podvrh levega vrha, ki je najvišja točka na njegovem kopnem. V tem primeru ni spora o hierarhiji; v praksi obstajajo različne definicije starša. Te različne definicije sledijo.

### Obkroženo ali otoško starševstvo
Znano tudi kot starševstvo otoka relativne višine, je to opredeljeno na naslednji način. Na sliki 2 je ključno sedlo vrha A na stičišču dveh zaprtih kontur, od katerih ena obkroža A (in brez višjih vrhov), druga pa vsebuje vsaj en višji vrh. Obkroženi nadrejeni element A je najvišji vrh, ki je znotraj te druge konture. V smislu modela padajočega morja obe konturi skupaj povezujeta 'otok', z dvema kosoma, povezanima z ožino na ključnem sedlu. Obkroženi starš je najvišja točka na celotnem otoku.
Na primer, obkroženi starš Mont Blanca, najvišjega vrha v Alpah, je Mount Everest. Ključno sedlo Mont Blanca je del nižine blizu Oneškega jezera v severozahodni Rusiji (na nadmorski višini 113 m), na ločnici med ozemlji, ki se izlivajo v Baltsko morje in Kaspijsko jezero. To je stičišče dveh 113 m kontur, od katerih ena obkroža Mont Blanc; drugi obris obkroža Mount Everest. Ta primer prikazuje, da je nadrejeni element obkrožanja lahko zelo daleč od zadevnega vrha, ko je sedlo nizko.
To pomeni, da obkroženi nadrejeni element, čeprav ga je preprosto definirati, pogosto ne izpolnjuje intuitivne zahteve, da mora biti nadrejeni vrh blizu podrejenega vrha. Na primer, ena pogosta uporaba koncepta nadrejenega je pojasniti lokacijo vrha. Če rečemo, da ima vrh A Mont Blanc za starša, bi pričakovali, da bomo vrh A našli nekje blizu Mont Blanca. To ne velja vedno za različne koncepte staršev, najmanj verjetno pa je, da velja za obkroženo starševstvo.
Slika 3 prikazuje shematski obseg vrhov z barvo pod manjšimi vrhovi, ki označuje obkroženega nadrejenega. V tem primeru je obkroženi nadrejeni element M H, medtem ko bi intuitivni pogled lahko bil, da je bil nadrejeni L. Če bi bilo sedlo "k" nekoliko nižje, bi bil L pravi obkroženi nadrejeni element.
Obkroženi nadrejeni je najvišji možni nadrejeni vrh; vse druge definicije kažejo (morda drugačen) vrh na združenem otoku, 'bližji' vrh od obkroženega nadrejenega (če obstaja), ki je še vedno 'boljši' od zadevnega vrha. Razlike so v tem, katera merila se uporabljajo za opredelitev 'bližje' in 'boljše'.

### Izrazito starševstvo
(Poudarjen) matični vrh vrha A je mogoče najti tako, da zadevni otok ali regijo razdelimo na ozemlja, tako da sledimo dvema hidrografskima odtokoma, po enemu v vsako smer, navzdol od ključnega sedla vsakega vrha, ki je bolj izrazit kot vrh A. Nadrejeni je vrh, v katerem je vrh A.
Za nizke hribe v Veliki Britaniji se včasih uporablja definicija »starša Marilyn« za razvrstitev nizkih gričev ("Marilyn" je britanski izraz za hrib z najmanj 150 m nadmorske višine). To ugotovimo tako, da zadevno regijo Britanije razdelimo na ozemlja, eno za vsako Marilyn. Starš Marilyn je Marilyn, na ozemlju katerega je vrh hriba. Če je hrib na otoku (v Veliki Britaniji), katerega najvišja točka je manj kot 150 m, nima starša Marilyn.
Izstopajoče starševstvo je edina definicija, ki se uporablja na Britanskem otočju, ker se obkroženo starševstvo prekine, ko se ključni stolpec približa morski gladini. Če uporabimo definicijo obkroženosti, bi bil starš skoraj vsakega majhnega hriba na nizko ležečem obalnem območju Ben Nevis, kar je neuporaben in zmeden rezultat. Medtem se "višinsko" starševstvo (glej spodaj) ne uporablja, ker ni očitne izbire meje.
Ta izbira metode bi se na prvi pogled morda zdela poljubna, vendar vsakemu hribu zagotavlja jasen in nedvoumen matični vrh, ki je višji in izrazitejši od hriba samega, hkrati pa je z njim povezan (preko grebenskih linij). Načelnik nizkega hriba bo običajno tudi v bližini; to postane manj verjetno, ko se višina in prominenca hriba povečujeta. Z uporabo poudarjenega starševstva lahko izdelamo "hierarhijo" vrhov, ki segajo do najvišje točke na otoku. Ena taka veriga v Britaniji bi se glasila:
Billinge Hill → Winter Hill → Hail Storm Hill → Boulsworth Hill → Kinder Scout → Cross Fell → Helvellyn → Scafell Pike → Snowdon → Ben Nevis.
Na vsaki stopnji v verigi se povečata tako relativna višina kot vidnost.

### Linijsko poreklo
Starševstvo črte, imenovano tudi višinsko starševstvo, je podobno starševstvu relativne višine, vendar zahteva merilo meje le-te. Nadrejena višina je najbližji vrh vrhu A (vzdolž vseh grebenov, povezanih z A), ki ima večjo višino kot A in izpolnjuje nekatera merila vidnosti.
Pomanjkljivost tega koncepta je, da je v nasprotju z intuicijo, da mora biti vrh starša vedno pomembnejši od njegovega otroka. Lahko pa se uporabi za gradnjo celotne linije za vrh, ki vsebuje veliko informacij o položaju vrha.

### Drugi kriteriji
Za izbiro med možnimi starši, namesto najbližjega možnega starša, je možno izbrati tistega, ki zahteva najmanj spusta po grebenu.
Na splošno je analiza staršev in linij tesno povezana s preučevanjem topologije porečij.

## Težave pri izbiri vrha in ključnega sedla
Človeško spreminjanje pokrajine in prisotnost vodnih elementov lahko povzročita težave pri izbiri lokacije in višine vrha ali sedla. V Veliki Britaniji je obsežna razprava privedla do protokola, ki so ga sprejeli glavni viri podatkov o pomembnosti v Veliki Britaniji in na Irskem. Drugi viri podatkov navadno ne upoštevajo sprememb, ki jih povzroči človek, vendar ta konvencija ni univerzalno sprejeta; na primer, nekateri avtorji zavračajo sodobne strukture, dopuščajo pa starodavne. Drugo nesoglasje se nanaša na odstranitev gorskih vrhov, čeprav je za vrhove z visoko relativno višino (in za podvrhove z nizko relativno višino z nedotaknjenimi vrhovi) razlika v vrednostih za obe konvenciji običajno razmeroma majhna.

## Izračuni in matematika
Ko je sedlo za vrh blizu samega vrha, se relativna višina zlahka izračuna ročno z uporabo topografske karte. Ko pa je ključno sedlo daleč ali ko želimo izračunati izrazitost več vrhov hkrati, lahko programska oprema uporabi modeliranje površinskega omrežja za digitalni model višin, da poišče točne ali približne ključne stolpce.
Ker topografski zemljevidi običajno prikazujejo nadmorsko višino s plastnicami, je natančna nadmorska višina običajno omejena z zgornjo in spodnjo plastnico in ni natančno določena. Izračuni prominence lahko uporabljajo visoko konturo, ki daje pesimistično oceno, nizko konturo, ki daje optimistično oceno, njihovo povprečje, ki daje 'srednjo' ali 'višjo' vidnost, ali interpolirano vrednost, običajno v Veliki Britaniji.
Izbira metode je v veliki meri odvisna od preference avtorja in zgodovinskega precedensa. Pesimistična pomembnost in včasih optimistična pomembnost sta bili dolga leta uporabljeni na ameriških in mednarodnih seznamih, vendar postaja povprečna pomembnost vse bolj priljubljena.

## Mokra in suha relativna višina
Obstajata dve različici topografske relativne višine: mokra in suha relativna višina. Mokra relativna višina je standardna topografska relativna višina, o kateri razpravljamo v tem članku. Ta predpostavlja, da površina zemlje vključuje vse stalne vodne, snežne in ledene značilnosti. Tako je mokra relativna višina najvišjega vrha oceanskega otoka ali kopnega vedno enaka nadmorski višini vrha.
Po drugi strani pa suha relativna višina ne upošteva elementov vode, snega in ledu ter predpostavlja, da je površje zemlje definirano s trdnim dnom teh elementov. Suha relativna višina vrha je enaka njegovi mokri relativni višini, razen če je vrh najvišja točka kopnega ali otoka ali če je njegovo sedlo prekrito s snegom ali ledom. Če je njegovo najvišje površinske ssedlo na vodi, snegu ali ledu, je suha relativna višina tega vrha enaka njegovi mokri plus globina njegovega najvišjega potopljenega sedla.
Suha relativna višina Mount Everesta je po dogovoru enaka njeni mokri (8848 m) plus globina najgloblje hidrološke značilnosti (Challenger Deep na 10.911 m ali 19.759 m). Suha relativna višina Maune Kea je enaka njeni mokri (4205 m) in globini njenega najvišjega potopljenega sedla (približno 5125 m ali okoli 9330 m), kar ji daje drugo največjo suho relativno višino na svetu za Mount Everestom. Suha relativna višina Aconcague je enaka njeni mokri (6962 m) plus globina najvišjega potopljenega sedla Beringovega preliva (približno 50 m) ali približno 7012 m.
Suha relativna je uporabna tudi za merjenje potopljenih podvodnih gora. Podvodne gore imajo suho topografsko izraženost, topografsko izoliranost in negativno topografsko nadmorsko višino.

## Samostojnost gorskih skupin, gora in vrhov
| Gora           | 150 m  |
| Gorska skupina | 500 m  |
| Gorska veriga  | 1000 m |
| Gorovje        | 2000 m |

### Planinska sistematika
Hormann je razvil mero relativne antikulacije za geomorfometrično klasifikacijo gorskih skupin (glej tabelo). V nasprotju z gorami definicije, omenjene na začetku, niso enake, saj ni nujno, da gorsko skupino obdaja sklenjena plastnica (ali tista, ki ne vsebuje višjega vrha): vendarle je tu izrazitost skupina vedno višina njene najvišje gore nad najvišjo točko na njeni mejni črti.
Pravzaprav se takšni sistemi v alpinizmu še niso uveljavili, saj skupine razen metrične natančnosti nimajo skoraj nobenih prednosti. Zlasti delitve, dosežene na ta način, niso zelo podobne po površini: v Alpah je med desetimi gorami z najvišjo višino vrzeli Hochkönig (skupina Berchtesgadenskih Alp in gorovja Dienten) zelo majhna skupina v primerjavi z drugimi prevladujočimi skupine, med 13 gorami pa so druge višine Notch z več kot 2000 m s Säntisom (območje Alpstein).

### Visoke gore
V Alpah se po določilih UIAA (Mednarodna zveza alpinističnih in planinskih združenj) hrib šteje za vrh, če je njegova relativna višina najmanj 30 metrov.
Da bi lahko govorili o vrhu kot o samostojni gori, se za Alpe omenja minimalna relativna višina približno 100 do 300. V Himalaji najdemo kot vrednost celo 500 metrov.
Izraz Ultra Prominent Peak lahko najdemo v angleški literaturi za 1500 gora po vsem svetu z višino vrha nad 1500 metrov (od tega jih je 44 v Alpah).
Poleg objektivnih meril, kot sta dominantnost in relativna višina, v praksi obstajajo tudi subjektivni dejavniki, ki določajo oznako za goro. Na primer, alpski pomen, pogled z vrha, vizualna prevlada iz doline ali vpis na zemljevidu so lahko odločilni, da neko vzpetino poimenujemo gora. Obstajajo tako znani in alpinistično pomembni vrhovi z zelo nizkimi prepadi kot nasprotno gore, ki kljub veliki samostojnosti niso niti poimenovane.

### Sredogorje
V nizkih gorskih verigah se relativna višina uporablja tudi za določanje samostojnosti gora. Zaradi tega je treba številke prilagoditi, saj so višinske razlike tam manjše kot v visokogorju in so višine 300 m izredno redke. Za zagotovitev neodvisnosti vrhov se uporabljajo minimalne relativne višine od 11 do 14 metrov, odvisno od nadmorske višine. Vendar pa trenutno primanjkuje zavezujočih vrednosti, ki bi zajemale vse nadmorske višine, pomembne za nizke gorske verige in bi bile splošno priznane. Določitev enotnih vrednosti za najmanjšo relativno višino samostojnih nižinskih vrhov otežuje dejstvo, da so tukajšnje gore tradicionalno opredeljene s svojim subjektivnim videzom in relativne višine praviloma ni treba na novo določati. Ne nazadnje je zato izraz relativna višina veliko manj uveljavljen v literaturi in splošni zavesti glede nizkih gora kot glede visokogorja.